# 广义黎曼猜想
黎曼猜想是数学中最重要的猜想之一，描述了黎曼ζ函数非平凡零点的分布规律。而其中黎曼ζ函数可以用各种整体L函数（global L-function）替代，由此得到黎曼猜想不同类型的推广。这些推广的猜想描述的是不同L函数非平凡零点分布的规律。许多数学家相信这些猜想是正确的。不过其中仅有部分函数域情形下的推广得到了证明。
整体L函数可以与椭圆曲线、数域（此时称为戴德金ζ函数）、马斯形式（Maass form）或狄利克雷特征（此时称为狄利克雷L函数）相联系。其中，描述戴德金ζ函数的黎曼猜想被称为扩展黎曼猜想（extended Riemann hypothesis，ERH），而描述狄利克雷L函数的黎曼猜想则被称为广义黎曼猜想（generalized Riemann hypothesis，GRH）。（也有许多数学家用“广义黎曼猜想”用作对各种整体L函数推广的总称，而非单指狄利克雷L函数下的情形。）

## 广义黎曼猜想
狄利克雷L函数下的广义黎曼猜想最初可能是由皮尔茨（Piltz）于1884年提出的。与原始的黎曼猜想类似，该猜想对研究素数分布十分重要。
如查一个已知的狄利克雷特征χ，可以定义如下狄利克雷L函数
{\displaystyle L(\chi ,s)=\sum _{n=1}^{\infty }{\frac {\chi (n)}{n^{s}}}}
其中，s为实部大于1的所有复数。这一函数可以解析延拓为整个复平面上的亚纯函数。广义黎曼猜想即是指，狄利克雷L函数L(χ,s)的所有非平凡零点的实部都为1/2。
当对所有n都有χ(n) = 1时，广义黎曼猜想退化为普通的黎曼猜想。

### 廣義黎曼猜想的結果
狄利克雷定理指稱，若a和d為彼此互質的自然數，那麼在以a為首項，以d為公差的等差數列{\displaystyle a,a+d,a+2d,\cdots }中會包含無窮多個質數。設π(x, a, d)為前述的等差數列中不大於x的質數，那麼在廣義黎曼猜想成立的狀況下，對於任意彼此互質的a和d的以及任意的{\displaystyle \varepsilon >0}而言，有以下關係式：
{\displaystyle \pi (x,a,d)={\frac {1}{\varphi (d)}}\int _{2}^{x}{\frac {1}{\ln t}}\,dt+O(x^{1/2+\varepsilon })\quad {\mbox{ as }}\ x\to \infty ,}
其中{\displaystyle \varphi }是歐拉函數 ，而{\displaystyle O}是大O符號。這是質數定理的一個顯著改進。
若廣義黎曼猜想成立，那麼{\displaystyle (\mathbb {Z} /n\mathbb {Z} )^{\times }}這個乘法群的所有真子群，都會略過一個小於2(ln n)2的數，以及一個小於3(ln n)2且和n互質的數；也就是說，{\displaystyle (\mathbb {Z} /n\mathbb {Z} )^{\times }}可由一個小於2(ln n)2的數構成的集合生成。這點常用於證明，且有著許多結果，其中一些在假定廣義黎曼猜想成立的狀況下因此可得的結果如下：
- 米勒-拉賓質數判定法保證以多項式時間運行。（然而2002年出現了AKS質數測試這個不需仰賴廣義黎曼猜想且以多項式時間運行的質數判定法。）
- Shanks–Tonelli演算法（英语：Shanks–Tonelli algorithm）保證以多項式時間運行。
- Ivanyos–Karpinski–Saxena deterministic決定性演算法[2] 這個用以分解有限域上次數為質常數光平滑數的多項式的演算法保證以多項式時間運行。

若廣義黎曼猜想成立，那麼對於任意的質數p而言，都有一個小於{\displaystyle O((\ln p)^{6})}的原根。
弱哥德巴赫猜想在廣義黎曼猜想成立的狀況下成立，在哈洛德·賀歐夫各特對弱哥德巴赫猜想的證明中，他確認了廣義黎曼猜想對數千個虛部大到特定大小的小特徵成立，並因此證明了弱哥德巴赫猜想對所有大於{\displaystyle 10^{2}9}的正整數成立，而對於比這數小的狀況，則直接以計算驗證。
在廣義黎曼猜想成立的狀況下，Pólya–Vinogradov不等式中對特徵和的估計值可改進為{\displaystyle O\left({\sqrt {q}}\log \log q\right)}，其中q是特徵的模。

### Linnik-Sprindzuk定理
Linnik-Sprindzuk定理是一個在普通的黎曼猜想成立的狀況下，滿足特定條件就可推出廣義黎曼猜想的定理。
這定理指出，在普通的黎曼猜想成立的前提下，如果對以最簡分數表達且{\displaystyle 0<|h|\leq {\frac {k}{2}}}的有理數{\displaystyle \xi ={\frac {h}{k}}}，以及任意給定的{\displaystyle \varepsilon >0}而言，以下關係式在{\displaystyle x\to 0^{+}}時成立，那狄利克雷L函數上的廣義黎曼猜想成立：
{\displaystyle \sum _{\rho ={\frac {1}{2}}+i\gamma }|\gamma |^{i\gamma }e^{-i\gamma -{\frac {\pi |\gamma |}{2}}}(x+2\pi i\xi )^{-\rho }+{\frac {\mu (k)}{\phi (k)}}{\frac {1}{x{\sqrt {2\pi }}}}\leq C(\xi ,\varepsilon )x^{-{\frac {1}{2}}-\varepsilon }}，其中{\displaystyle \mu }是默比烏斯函數，{\displaystyle \phi }是歐拉函數，{\displaystyle \rho }是黎曼ζ函數的非平凡零點，而{\displaystyle \gamma }是{\displaystyle \rho }的虛部，而{\displaystyle C(\xi ,\varepsilon )}是一個取決於{\displaystyle \xi }和{\displaystyle \varepsilon }的常數。
這定理及變體僅要求黎曼ζ函數的非平凡零點有特定的分布，而不需要對狄利克雷L函數的零點分布有任何了解。

## 扩展黎曼猜想
假设K为数域（有理数域的有限次代数扩张域），OK为K的整数环，a为OK的理想，Na则为非零理想的绝对范数。于是可以定义K上的戴德金ζ函数
{\displaystyle \zeta _{K}(s)=\sum _{a}{\frac {1}{(Na)^{s}}}}
其中，s为实部大于1的所有复数。求和运算对OK的所有非零理想a进行。
这一函数也可以解析延宕到整个复平面上。扩展黎曼猜想是指，戴德金ζ函数ζK(s)的所有非平凡零点的实部都为1/2。
当数域K取有理数域Q，其整数环则为Z时，扩展黎曼猜想退化为普通的黎曼猜想。
拓展黎曼猜想的一個結果是Chebotarev密度定理的有效形式。也就是說，設L / K是伽羅瓦群G的有限伽羅瓦擴張，並設C是G的共軛類的聯集，那麼K對於Frobenius共軛類小於範x的未分岐質數的數量如次：
{\displaystyle {\frac {|C|}{|G|}}{\Bigl (}\operatorname {li} (x)+O{\bigl (}{\sqrt {x}}(n\log x+\log |\Delta |){\bigr )}{\Bigr )}}
其中由大O符號指出的常數是絕對的，而n是L在有理數域Q上的次數，而Δ為判別式。

## 延伸閱讀
- Hazewinkel, Michiel (编), , , Springer, 2001, ISBN 978-1-55608-010-4